# Orbot
Orbot es un proyecto de software libre para proporcionar anonimato en Internet para usuarios del sistema operativo Android y más recientemente para iOS. Actúa como una instancia de la red Tor en tales dispositivos y permite el enrutamiento del tráfico del navegador web del dispositivo, el cliente de correo, programa de mapas, etc. a través de la red Tor, proporcionando anonimato para el usuario.
Esta herramienta suele mantener las comunicaciones de los usuarios de forma anónima y oculta de gobiernos y terceros que podrían estar monitoreando su tráfico de internet.